# هرمان مولر
هرمان جوزف مولر (بالإنجليزية: Hermann Joseph Muller)‏ ـ (21 ديسمبر 1890 ـ 5 أبريل 1967) عالم وراثة أمريكي، حصل على جائزة نوبل في الطب لعام 1946 لأبحاثه عن الآثار الفسيولوجية والوراثية للإشعاع.

## أوائل حياته
ولد مولر في مدينة نيويورك، ابن فرانسيس (ليون) وهيرمان جوزيف مولر الأب، وهو حرفي عمل في المعادن. كان مولر أمريكي من الجيل الثالث وكان أسلاف والده كاثوليك في الأصل وجاءوا إلى الولايات المتحدة من كوبلنز. كانت عائلة والدته من يهود مختلطين (ينحدرون من يهود إسبان وبرتغاليين) وخلفية أنجليكانية وقد أتوا من بريطانيا. من بين أبناء عمه الأوائل هربرت ج. مولر وألفريد كروبر وابنتهما أورسولا لوغين. عندما كان مراهقًا حضر كنيسة الموحدين واعتبر نفسه مؤمنًا بالآلهة. أصبح ملحداً في المدرسة الثانوية. دخل إلى جامعة كولومبيا عندما كان في السادسة عشر من عمره وقد برع في علم الأحياء منذ الفصل الدراسي الأول. كان مصدقاً لنظرية الوراثة المندلية الصبغية ومفهوم الطفرات الوراثية والانتقاء الطبيعي كأساس للتطور. قام بتشكيل نادي للبيولوجيا وأصبح أيضًا من دعاة تحسين النسل؛ كانت الروابط بين البيولوجيا والمجتمع شاغله الدائم. حصل مولر على درجة البكالوريوس في الفنون في عام 1910.
بقي مولر في كولومبيا (برنامج علم الحيوان الأمريكي البارز في ذلك الوقت ويرجع ذلك إلى إي بي ويلسون وطلابه) للدراسات العليا. أصبح مهتماً بعمل علم الوراثة في ذبابة الفاكهة العائد لمختبر توماس هانت مورغان بعد أن التحق الطالبان الجامعيان غاسلي النوافذ ألفريد ستورتيفانت وكالفن بريدجز بناديه للبيولوجيا. درس الاستقلاب في جامعة كورنيل بين عامي 1911 و 1912 ولكنه ظلّ مشاركاً في كولومبيا. تابع الدراسات حول ذبابة الفاكهة حيث ظهرت أول خرائط وراثية من تجارب مورغان وانضم إلى مجموعة مورغان في عام 1912 (بعد عامين من المشاركة غير الرسمية).

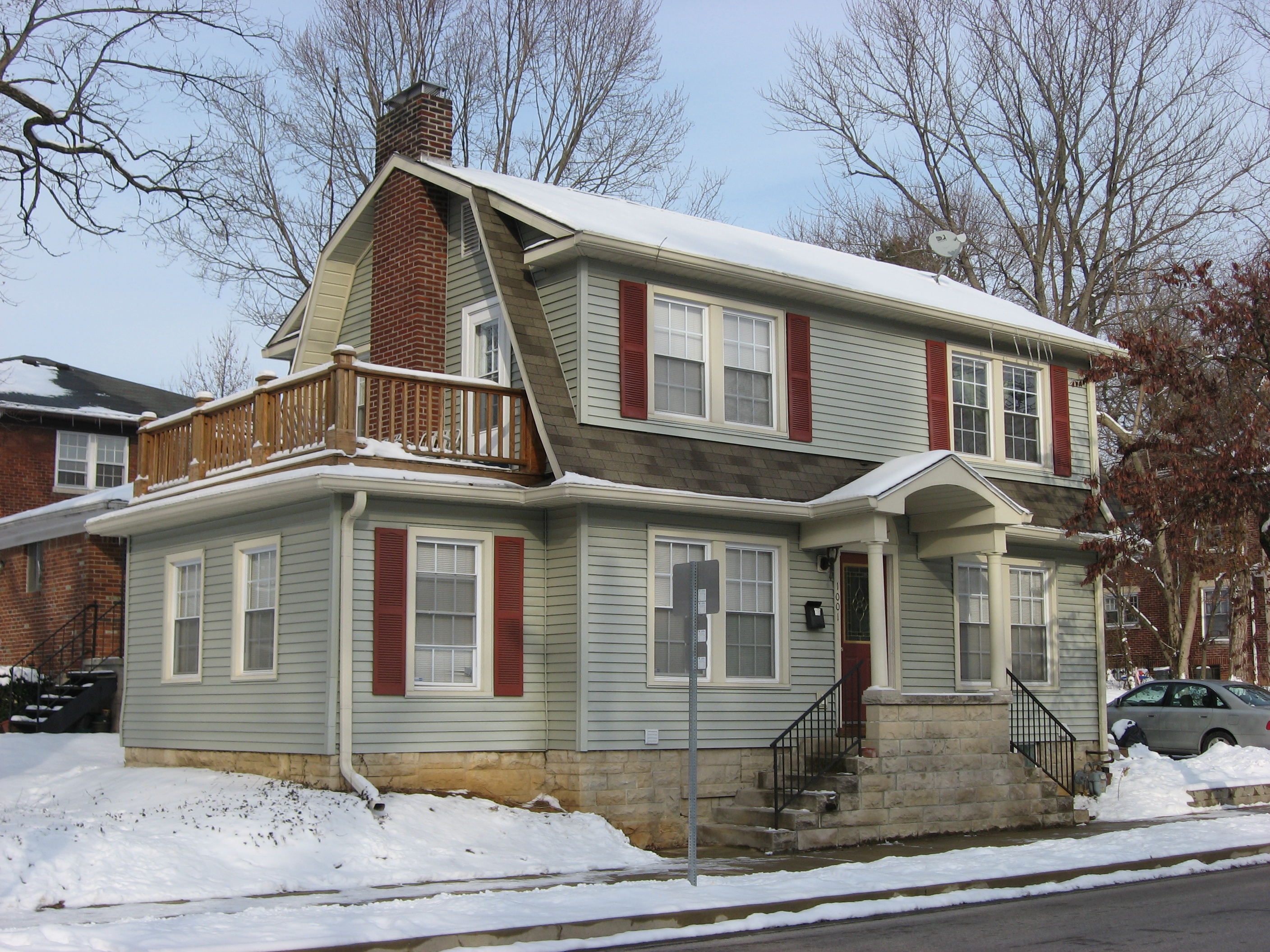
منزل مولر في بلومنجتون ، إنديانا

كانت مساهمات مولر في مجموعة الذبابة نظرية في المقام الأول وتنطوي على تفسيرات للنتائج والأفكار والتوقعات التجريبية للتجارب الجديدة.

## المهنة
عرض جوليان هكسلي على مولر في عام 1904 منصباً في معهد وليام مارش رايس عند بداية إنشائه وهو الآن جامعة رايس؛ سارع إلى إكمال شهادة الدكتوراه في الفلسفة وانتقل إلى هيوستن في بداية العام الدراسي 1915-1916 (مُنح شهادته في عام 1916). درّس مولر في جامعة رايس علم الأحياء واستمر بالعمل في مختبر ذبابة الفاكهة. اقترح في عام 1918 تفسيرات للتغيرات الهائلة المتقطعة في الأخدرية التي كانت أساس نظرية الطفرة لهوغو دي فريس. سمحت «الفتاكات المتوازنة» بتراكم الطفرات المتنحية وأدت أحداث التعابر النادرة إلى التعبير المفاجئ عن هذه السمات الخفية. بمعنى آخر، كانت تجارب دي فريس قابلة للتفسير بناءً على النظرية الصبغية المندلية. ركّز عمل مولر بشكل متزايد على معدل الطفرات والطفرات القاتلة. حدث لدى مورجان في عام 1918 نقص في العمال نتيجة أن معظم طلابه ومساعديه تم تجنيدهم عند دخول الولايات المتحدة الأمريكية في الحرب العالمية الأولى وأقنع مولر بالعودة إلى كولومبيا لتدريس وتوسيع برنامجه التجريبي. في كولومبيا، واصل مولر ومعاونه وصديقه القديم إدغار ألتينبرج البحث في الطفرات القاتلة. كانت الطريقة الأساسية للكشف عن مثل هذه الطفرات هي قياس النسب الجنسية لنسل الذبابة الأنثى. لقد توقعوا أن تختلف النسبة من 1: 1 بسبب الطفرات المتنحية على الكروموسوم X والتي سيتم التعبير عنها لدى الذكور فقط (التي تفتقر إلى الأليل الوظيفي على الكروموسوم X الثاني). وجد مولر اعتماداً قوياً على درجة الحرارة في معدل الطفرة مما دفعه إلى الاعتقاد بأن الطفرة العفوية هي الوضع السائد (مما قلل في البداية من دور العوامل الخارجية مثل الإشعاعات المؤينة أو العوامل الكيميائية). شارع مولر وألتينبرج في عام 1920 تأليف ورقة بحثية أساسية في علم الوراثة عن «الجينات المعدلة» التي تحدد حجم أجنحة ذبابة الفاكهة الطافرة. قام مولر في عام 1919 باكتشاف مطفر مهم (تم اكتشافه لاحقاً بأنه انقلاب كروموسومي) الذي بدا بأنه يكبح التعابر مما فتح مجالات جديدة في دراسة معدل الطفرة. ومع ذلك فلم يستمر بالتدريس في كولومبيا إذ قبل عرضاً من جامعة تكساس وغادر كولومبيا بعد صيف عام 1920.
درّس مولر في جامعة تكساس من عام 1920 حتى عام 1932. بعد فترة وجيزة من عودته إلى تكساس تزوج من أستاذة الرياضيات جيسي ماري جاكوبس التي كان قد تودد إليها سابقاً. كان العمل في ذبابة الفاكهة يسير ببطء خلال السنوات الأولى لانتقال مولر إلى تكساس إذ كان من الصعب تفسير البيانات من خلال دراسات معدلات الطفرة. بدأ في عام 1923 باستخدام الراديوم والأشعة السينية ولكن من الصعب قياس العلاقة بين الإشعاع والطفرة لأن هذا الإشعاع يعقم الذباب أيضاً. أصبح منخرطاً في هذه الفترة أيضاً في تحسين النسل وعلم الوراثة البشرية. كما أجرى دراسة عن التوائم المنفصلين عند الولادة التي أشارت إلى وجود عنصر وراثي قوي في مستوى الذكاء. انتقد مولر الاتجاهات الجديدة لحركة تحسين النسل (مثل مكافحة الهجرة) لكنه كان متفائلاً باحتمالات تحسين النسل الإيجابي.
ألقى مولر خطاباً في المؤتمر الدولي الثالث لعلم تحسين النسل في عام 1932 وقال فيه: «قد يجعل تحسن النسل من الجنس البشري مثالياً ولكن فقط في مجتمع منظم بوعي لأجل الصالح العام».

## اكتشاف القدرة التطفيرية للأشعة السينية
بدأت سلسلة من الإنجازات الكبيرة في عام 1926. أجرى مولر في نوفمبر/تشرين الثاني تجربتين مع جرعات متنوعة من الأشعة السينية واستخدم في الثانية منها تعابر مخزونات المكثفات الذي اكتشفه في عام 1919 ("ClB") وسرعان ما ظهر اتصال كمي واضح بين الإشعاع والطفرات القاتلة. خلق اكتشاف مولر ضجة كبيرة في وسائل الإعلام بعد أن قدم ورقة بحثية بعنوان «مشكلة التعديل الوراثي» في المؤتمر الدولي الخامس لعلم الوراثة في برلين والتي جعلته أحد أهم المفكرين المعروفين في مطلع القرن العشرين. كرر آخرون نتائجه في عام 1928 ووسعوها لتشمل كائنات أخرى مثل الزنبار والذرة. بدأ في السنوات التالية بنشر المخاطر المحتملة للإشعاعات على البشر (مثل الأطباء الذين يستخدمون الأشعة السينية بشكل متكرر).
تطور مختبره بسرعة ولكنه تراجع مجدداً مع بداية الكساد العظيم. كان مولر متشائم بشكل متزايد حيال احتمالات الرأسمالية بعد انهيار سوق الأسهم. كان بعض الأعضاء الزائرين لمختبره من اتحاد الجمهوريات الاشتراكية السوفيتية كما ساعد في تحرير وتوزيع صحيفة طالب يساري غير شرعية التي تسمى The Spark. كانت فترة صعبة لمولر من الناحيتين الشخصية والعملية إذ كان زواجه ينهار وتزايد عدم رضاه عن حياته في تكساس. في الوقت نفسه، فإن تراجع حركة تحسين النسل الذي تسارع بشكل مسير للسخرية من خلال عمله الخاص الذي يشير إلى الروابط التي تم تجاهلها مسبقًا بين البيئة وعلم الوراثة، بمعنى أن أفكاره حول مستقبل التطور البشري قد قللت من التأثير في المجال العام.

## العمل في أوروبا
انتقل مولر إلى برلين في سبتمبر/أيلول من عام 1932 وذلك للعمل مع عالم الوراثة الروسي نيكولاي تيموفيف-ريزوفسكي. امتدت الرحلة التي كان يفترض أن تكون إجازة محدودة خمس سنوات. التقي في برلين بعالمين فيزيائيين كان لهما دور هام في مجتمع البيولوجيا: نيلز بور وماكس ديلبروك. كانت الحركة النازية تستعجل الهجرة السريعة للمواهب العلمية من ألمانيا، وكان مولر يعارض السياسات الاشتراكية القومية بشكل خاص. كان مكتب التحقيقات الفيدرالي يحقق مع مولر بسبب تورطه مع The Spark، لذلك اختار بدلاً من ذلك التوجه إلى الاتحاد السوفيتي (بيئة تتناسب مع معتقداته السياسية). في عام 1933، تصالح مولر مع زوجته وانتقلت هي وابنهما ديفيد إي مولر مع هيرمان إلى لينينغراد. قام في معهد علم الوراثة هناك باستيراد المعدات الأساسية لمختبر ذبابة الفاكهة بما في ذلك الذباب وأنشأ متجر. تم نقل المعهد إلى موسكو في عام 1934 وتم اكتشاف مولر وزوجته في عام 1935.
أشرف مولر في اتحاد الجمهوريات الاشتراكية السوفيتية على مختبر كبير ومنتج ونظم أعمالًا في علم الوراثة الطبية. تضمنت معظم أعماله استكشافات إضافية في علم الوراثة والإشعاع. أكمل هناك كتاب تحسين النسل «خارج الليل» الذي يرجع تاريخ أفكاره الرئيسية إلى عام 1910.
مع ذلك فإنه بحلول عام 1936 ومع تزايد السياسات القمعية لجوزيف ستالين وصعود اللاينسكية غدت الجمهوريات الاشتراكية السوفيتية مكان يصعب العيش والعمل فيه. قام مولر والعديد من مجتمع علم الوراثة الروسي بكل ما في وسعهم لمعارضة تروفيم ليسينكو ونظريته التطورية اللارماركية، لكن مولر سرعان ما اضطر لمغادرة الاتحاد السوفيتي بعد أن قرأ ستالين ترجمة لكتابه حول تحسين النسل و «استاء من ذلك». ..وأعد لهجوم معادي له.
انتقل مولر مع حوالي 250 سلالة من ذبابة الفاكهة إلى إدنبرة في سبتمبر 1937 وذلك بعد الإقامة القصيرة في مدريد وباريس. بدأ في عام 1938 ومع الحرب تلوح في الأفق بالبحث عن وظيفة دائمة في الولايات المتحدة الأمريكية. كما بدأ في التودد إلى دوروثيا «ثيا» كانتوروفيتش وهي لاجئة ألمانية؛ وتزوجها في مايو/أيار 1939. عقد المؤتمر الدولي السابع لعلم الوراثة في إدنبرة في وقت لاحق من ذلك العام. كتب مولر «بيان علماء الوراثة» ردًا على السؤال: «كيف يمكن تحسين سكان العالم بشكل وراثي أكثر؟»

## روابط خارجية
- هرمان مولر على موقع الموسوعة البريطانية (الإنجليزية)
- هرمان مولر على موقع مونزينجر (الألمانية)
- هرمان مولر على موقع إن إن دي بي (الإنجليزية)